# Europäischer Nummerierungsplan
Der Europäische Nummerierungsplan war ein Projekt der Europäischen Kommission zur Neuordnung der europäischen Telefonvorwahlen, das erstmals in einem Grünbuch am 20. November 1996 vorgeschlagen wurde. Aus Kostengründen wurde das Projekt nie in der vorgeschlagenen Form umgesetzt. Teile davon gingen in den Europäischen Telefonnummerierungsraum (2001–2010) ein.

## Projektinhalt
Geplant war, um die Europäische Identität auch im Telekommunikationssektor widerzuspiegeln, für ganz Europa eine einheitliche internationale Vorwahl +3 einzuführen, die durch die bisherigen Ländervorwahlen (für ein Europa der Regionen), verkürzt auf maximal zwei Stellen ergänzt worden wäre. Die Ländervorwahlen des Bereiches +4 (z. B. Deutschland: +49) wären dadurch für andere Zwecke freigeworden.
Des Weiteren gab es den Vorschlag, innerhalb Europas als Verkehrsausscheidungsziffer einheitlich die 1 und dahinter die zweistellige Landesvorwahl statt der bisher geltenden 00 und der nachfolgenden zwei- oder dreistelligen Ländervorwahl festzulegen. Die nationalen Nummerierungspläne hätten weitestgehend beibehalten werden können.

## Nummernplan

### Funktionsnummern
Der Vorschlag sah die folgende Nummerneinteilung vor:
| Vorwahl | Funktion                                                                 |
| ------- | ------------------------------------------------------------------------ |
| 1       | Ausscheidungsziffer Europa                                               |
| 10XYZ   | Betreiberauswahl                                                         |
| 11X     | Europäische Kurzwahlnummern (z. B.: 112 Notruf)                          |
| 12X     | Nationale Kurzwahlnummern                                                |
| 1XX     | geographische Vorwahl (Ländervorwahl, z. B.: 149 für Deutschland)        |
| 1YY     | Europäische Servicenummern (sofern nicht durch die Ländervorwahl belegt) |
| 1500    | Persönliche Rufnummern                                                   |
| 1888    | Europäischer Freephone-Service                                           |
| 1900    | Europäische Mehrwert- und Service-Dienste                                |
| XYZ=0-9 |                                                                          |

### Ländervorwahlen (Auswahl)
Der Vorschlag sah als Beispiel die folgenden Ländervorwahlen mit der einheitlichen Europavorwahl +3 vor:
| ELK                                      | Europäische Länderkurzwahl (1XX)    |
| ILV                                      | Internationale Ländervorwahl (+3XX) |
| alt                                      | bisherige Ländervorwahl (+XX/+XXX)  |
| EU-Beitritt 1951, 1973, 1981, 1986, 1995 |                                     |

| Vorwahl | Vorwahl | Vorwahl | Land / Gebiet                      |
| ELK     | ILV     | alt     | Land / Gebiet                      |
| ------- | ------- | ------- | ---------------------------------- |
| 12X     | +32X    | –       | Nationale Kurzwahlnummern          |
| 131     | +331    | +31     | Niederlande                        |
| 132     | +332    | +32     | Belgien                            |
| .       | .       | .       | .                                  |
| 139     | +339    | +39     | Italien                            |
| .       | .       | .       | .                                  |
| 149     | +349    | +49     | Deutschland                        |
| .       | .       | .       | .                                  |
| 150     | +350    | +350    | Gibraltar                          |
| 152     | +352    | +352    | Luxemburg                          |
| 1XX     | +3XX    | –       | weitere geographische Vorwahlen    |
| 1YY     | +3YY    | –       | weitere Europäische Servicenummern |

## Projektbewertung
Nach einer öffentlichen Konsultation kam die Kommission 1997 ausgehend von den Rückmeldungen zu dem Schluss, dass die Idee eines langfristigen Europäischen Nummerierungsplans weitere Studien erfordern würde, insbesondere in Bezug auf die Kosten-Nutzen-Analyse, und in einer 10- bis 20-jährigen Perspektive gesehen werden müsse. Unterstützung für eine mittelfristige Harmonisierung der nationalen Nummerierungspläne gab es nur insoweit, wie diese nicht zu größeren zusätzlich notwendigen Änderungen führen würde. Letztlich wurde das Projekt aus Kostengründen nie in der vorgeschlagenen Form umgesetzt. Den Mitgliedsstaaten steht es jedoch nach Richtlinie (EU) 2018/1972 frei, „einen gemeinsamen Nummerierungsplan für alle oder bestimmte Nummernkategorien [zu] vereinbaren“.